# Гайнбоккель
Гайнбоккель (нім. Heinbockel) — громада в Німеччині, розташована в землі Нижня Саксонія. Входить до складу району Штаде. Складова частина об'єднання громад Ольдендорф-Гіммельпфортен.
Площа — 22,7 км2. Населення становить 1459 ос. (станом на 31 грудня 2021).